# Pipra chloromeros
Pipra chloromeros là một loài chim trong họ Pipridae.